# Kanalrebell
Kanalrebeller var en benämning på konservativa politiker som i den preussiska lantdagen 1899 motsatte sig förslaget om byggandet av Mittellandkanal och därigenom utlöste en politisk kris. 

## Bakgrund
Mittellandkanale  var ett viktigt infrastrukturprojekt som syftade till att förbinda Rhen och Elbe. Samtidigt var det också ett prestigeobjekt som var särskilt kärt för Wilhelm II, som såg det som en symbol för tekniska framsteg. I synnerhet industrimännen i Västtyskland stödde projektet och såg i det stärkandet av den tyska ekonomin. Å andra sidan fruktade de stora östtyska spannmålsproducenterna att billig amerikansk spannmål skulle kunna transporteras genom kanalen även till de östra provinserna. Framför allt organiserade Bund der Landwirte en protestaktion.
År 1899 röstade representanterna för det Tysk-konservativa partiet tillsammans med representanter för Centrumpartiet i preussiska representanthuset mot att godkänna medel för bygget av Mittellandkanalen. Denna åsikt stödde av konservativa ledamöter av det preussiska parlamentet. Representanter som var heltidsanställda distriktsadministratörer eller till och med distriktspresidenter och därför tjänstemän röstade också emot lagen.
Kaisern var rasande över detta motstånd, särskilt från konservativa kretsar. För Wilhelm, som mot alla odds ville driva igenom projektet var ett godkännande en fråga om lojalitet.  Han och Clodwig zu Hohenlohe-Schillingsfürst övervägde att upplösa det preussiska representanthuset. Den nationalliberale preussiske finansministern Johannes von Mikel, som inte ville ha ett fullständigt avbrott med de konservativa, lyckades avråda Wilhelm från detta.